# Vince White
Vince White, pseudonimo di Gregory Stuart Lee White (Londra, 31 marzo 1960), è un chitarrista inglese, che deve la sua celebrità più che altro per esser stato membro della band punk rock The Clash dal 1984 al 1986.
Unitamente a Nick Sheppard venne scelto per rimpiazzare Mick Jones dopo la sua estromissione del gruppo. La sua attività con i Clash fu comunque molto breve. Partecipò al tour europeo nel 1984 e suonò nell'ultimo album della band, Cut the Crap pubblicato nel novembre 1985, fino allo scioglimento della band avvenuto, anche a causa dello scarso successo ottenuto dall'ultima opera, agli inizi del 1986.